# Muricella aruensis
Muricella aruensis is een zachte koraalsoort uit de familie Acanthogorgiidae. De koraalsoort komt uit het geslacht Muricella. Muricella aruensis werd in 1919 voor het eerst wetenschappelijk beschreven door Kükenthal. 